# 江田船山古墳
江田船山古墳（えたふなやまこふん）は、熊本県玉名郡和水町（旧菊水町）に所在する前方後円墳。清原（せいばる）古墳群の中で最古・最大の古墳で、日本最古の本格的記録文書である75文字の銀象嵌（ぎんぞうがん）銘をもつ大刀（鉄刀）が出土したことで著名である。国の史跡に指定されている。

## 概要
この古墳は、5世紀末から6世紀初頭に築造されたと推測され、墳丘長62メートルあり、盾形の周濠をもつ。古墳は1873年（明治6年）以降発掘され、豊富な副葬品が出土している。これらの大部分は東京国立博物館に所蔵され、1965年（昭和40年）に国宝に指定されている。
古墳の周りには、短甲を着けた武人の石人が配置されている。このような古墳の周りに石人・石馬を配置するという独特の型式は、石人山古墳に始まり、6世紀前葉の岩戸山古墳で最盛期を迎え、以後、消滅する。この岩戸山古墳が527～8年にヤマト王権（継体朝）と闘って敗北した筑紫君磐井の墓であると目されている。江田船山古墳も筑紫君一族の配下に連なって地域の中首長の墓であったことが想像できる。なお、最近の研究では、この古墳の被葬者は3名であると考えられている。

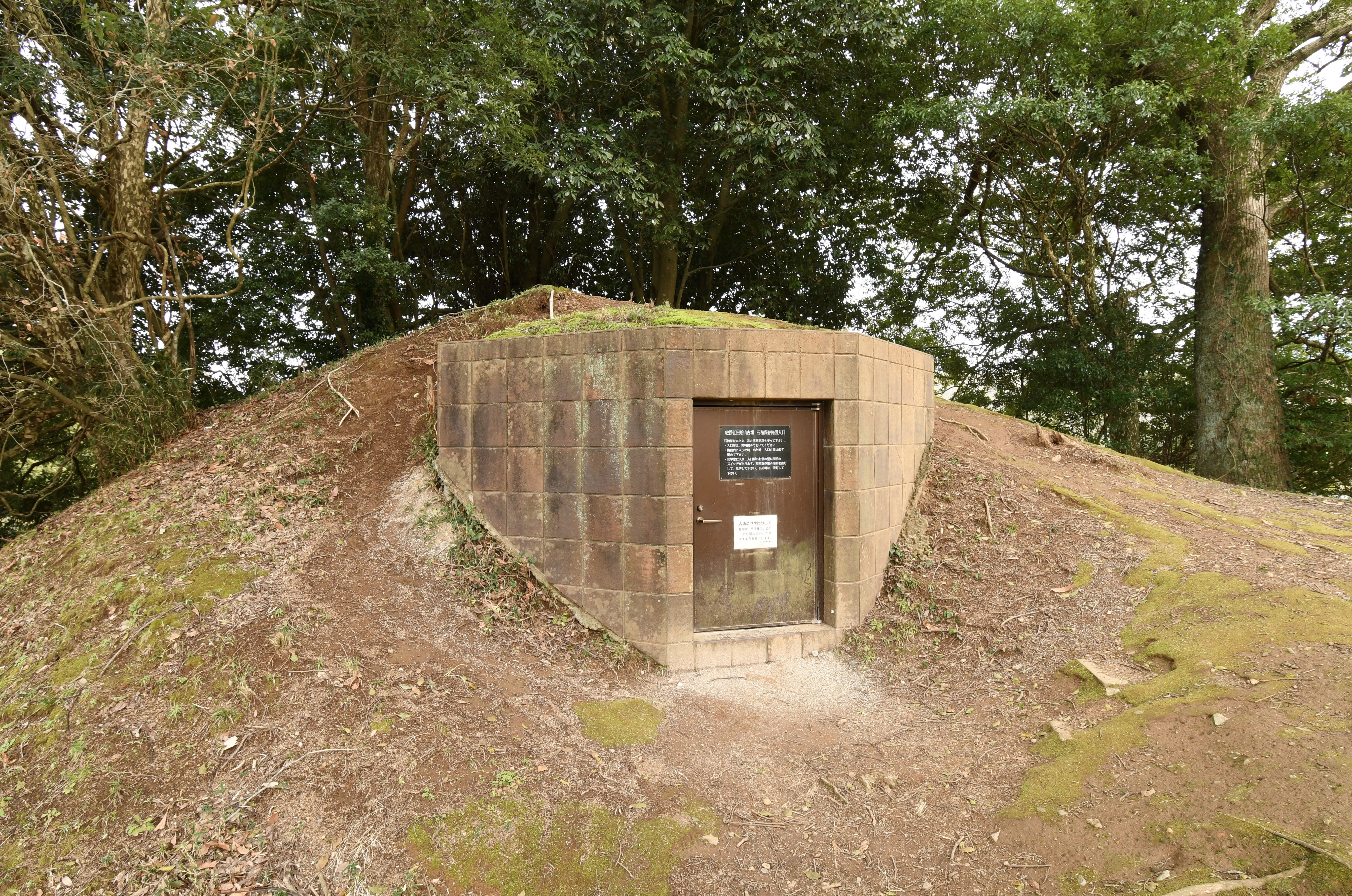
後円部墳頂
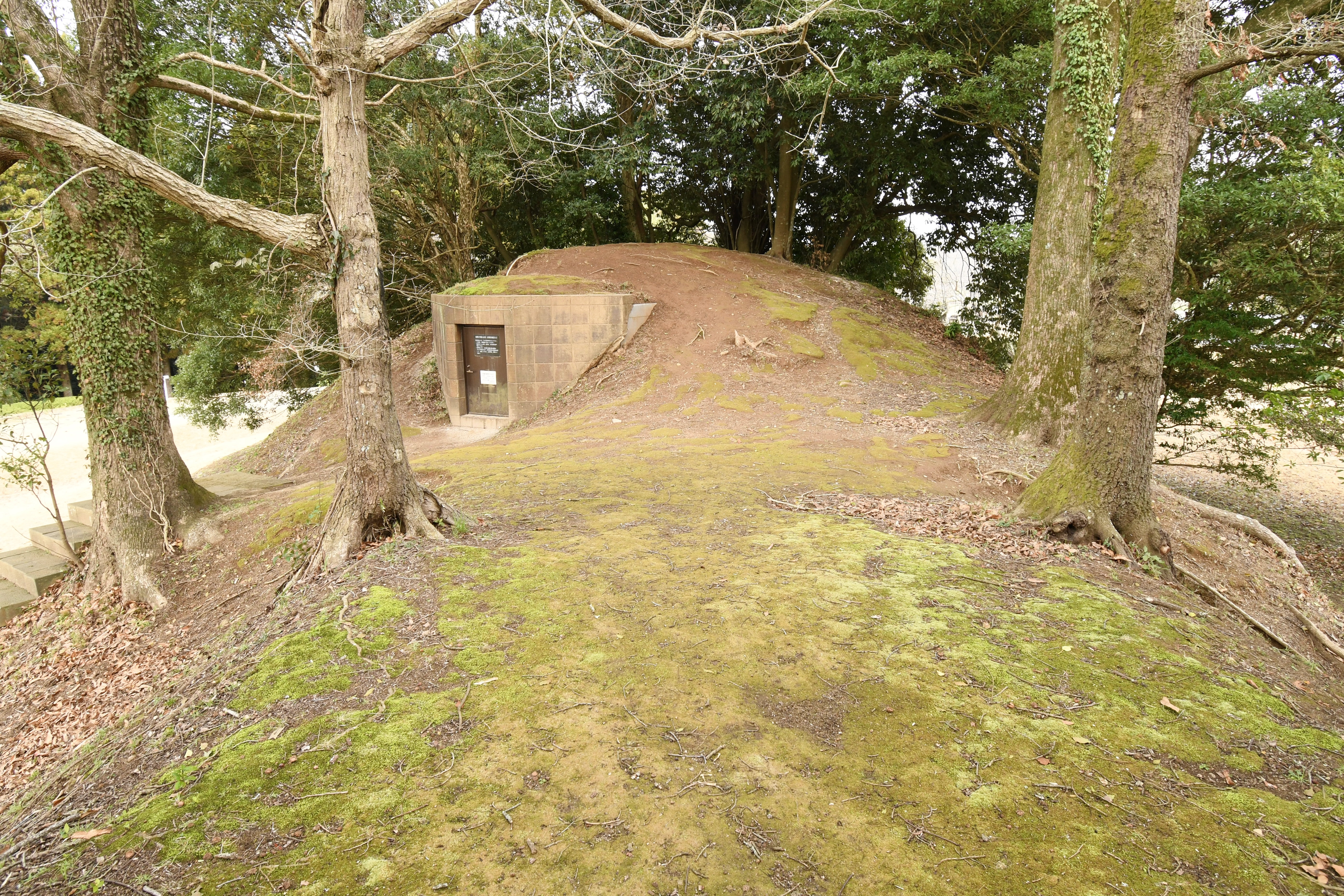
前方部から後円部を望む
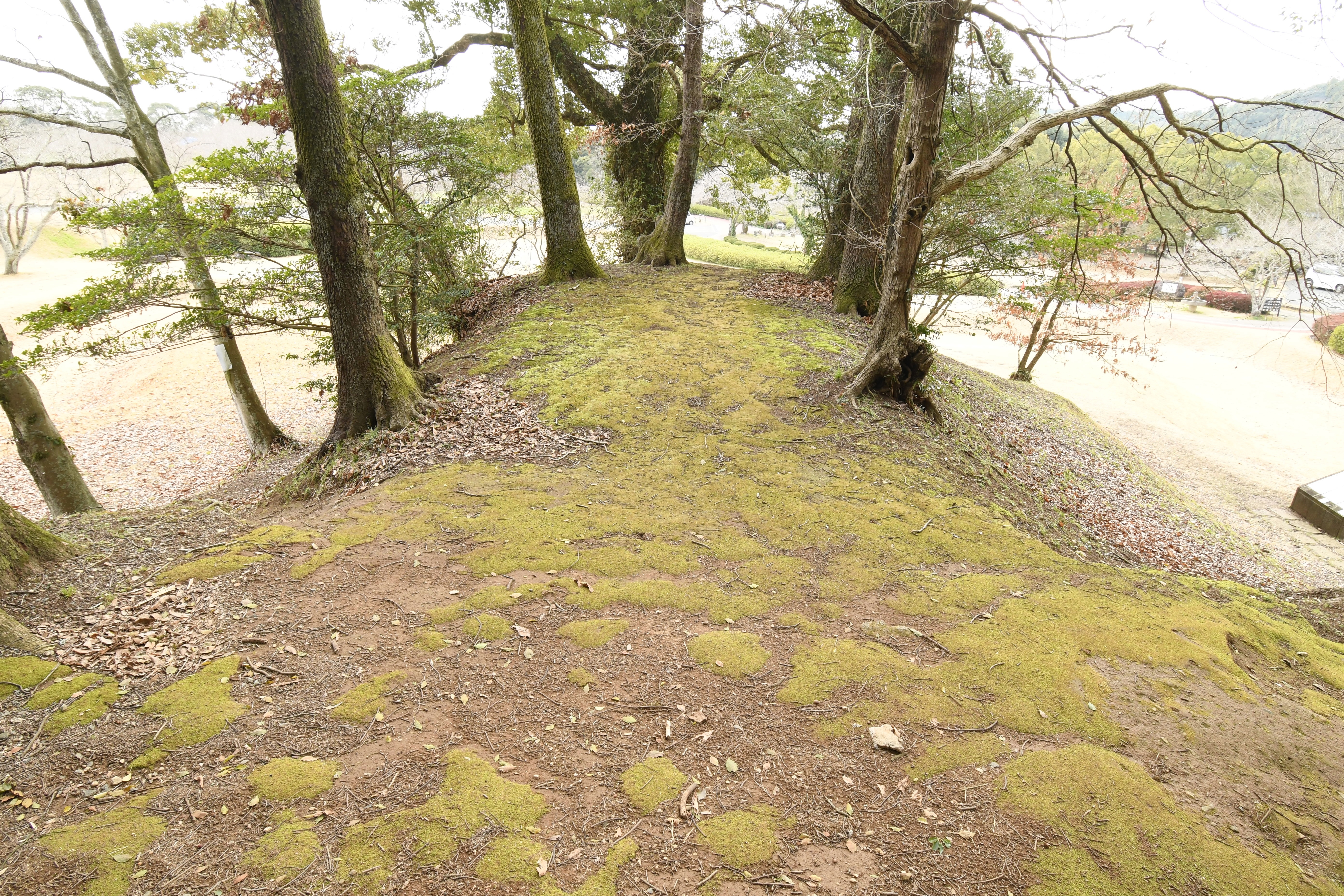
後円部から前方部を望む

## 鉄刀銘文

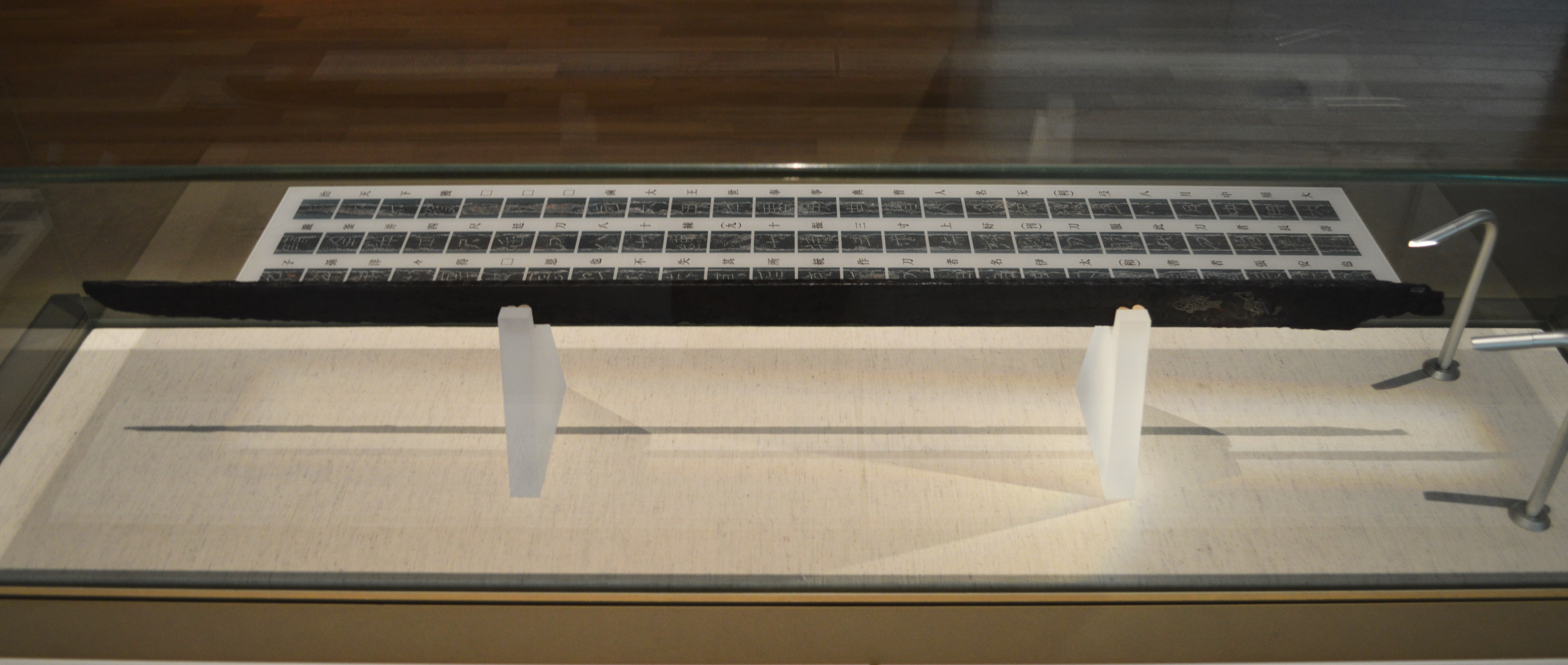
銀象嵌銘大刀（国宝）
東京国立博物館蔵

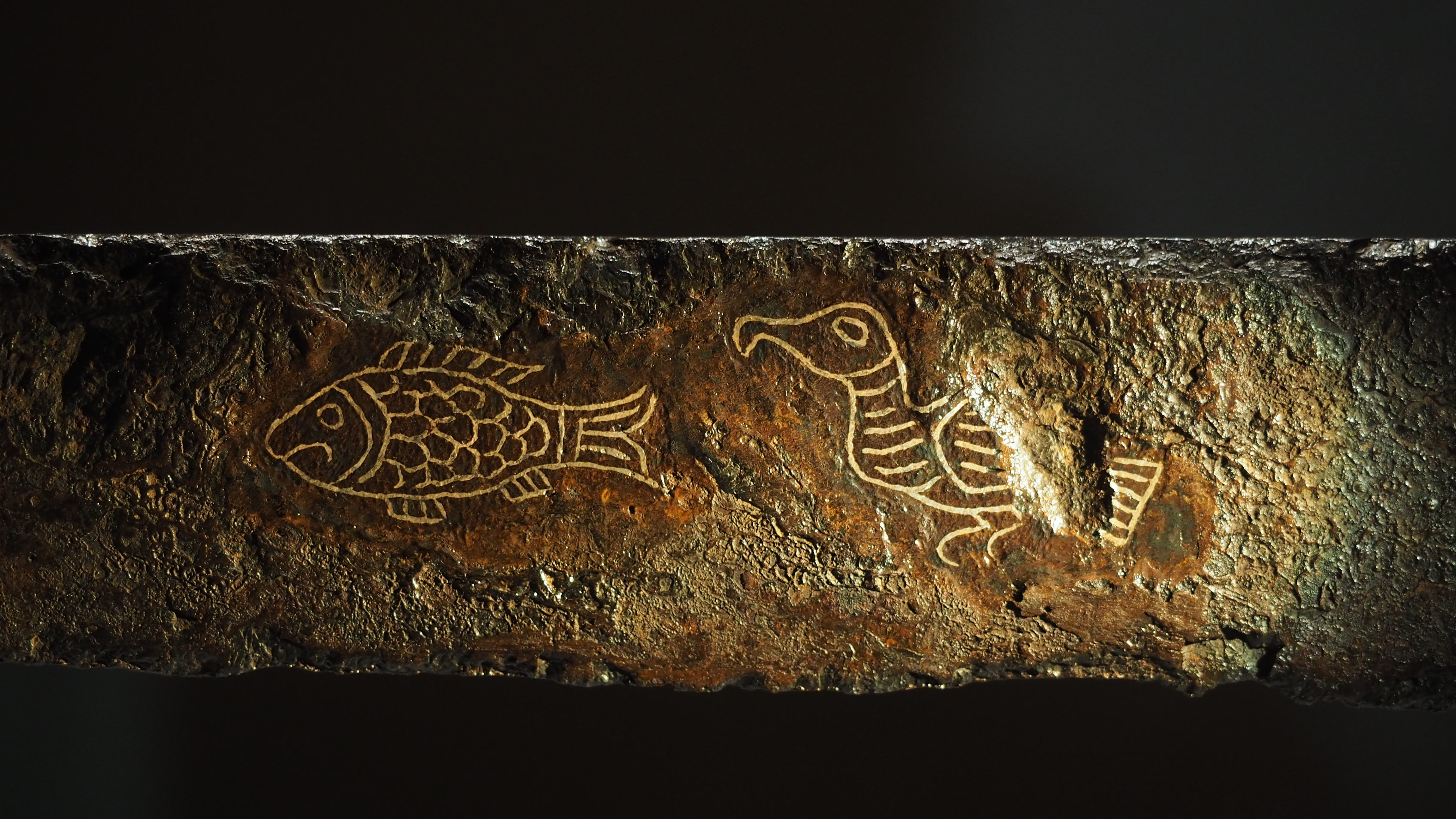
銀象嵌による魚と鳥

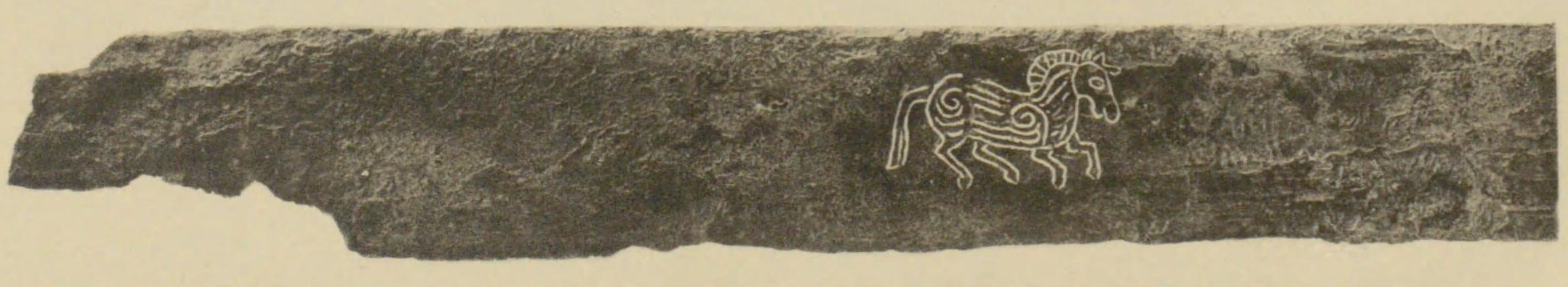
銀象嵌による馬と花
（写真では花は不鮮明）

出土品のうち銀錯銘大刀（ぎんさくめいたち）と呼ばれる直刀には以下の75字の銘文がある。
- 台（治）天下獲□□□鹵大王世、奉事典曹人名无□（利ヵ）弖、八月中、用大鉄釜 并四尺廷刀、八十練、□（九ヵ）十振、三寸上好□（利ヵ）刀、服此刀者、長寿、子孫洋々、得□恩也、不失其所統、作刀者名伊太□（和）、書者張安也（読みは東野治之による）
- この銘文の読み方や内容、意義等については銀象嵌銘大刀の項目を参照。

大刀の刀身の平地には片面に花と馬、片面に魚と鳥が銀象嵌で表され、上記の銘文は棟の部分に銀象嵌で表されている。銘文にある「獲□□□鹵大王」は、獲を「蝮（たじひ）」、鹵を「歯」と読んで、反正天皇　多遅比瑞歯別尊（たじひのみずはわけのみこと）(日本書紀）または水歯別命（古事記）と長い間推定されてきたが、埼玉県行田市稲荷山古墳から出土した金錯銘鉄剣に、1978年に「獲加多支鹵大王」という文字が発見されたことから、この文言は「ワカタケル大王」と読むことが分かった。ワカタケル大王は、雄略天皇に比定されている。この東西日本の古墳から同じ王名を記した刀剣が出土したことは、ヤマト王権の支配が広域に及んでいたことを示す。
被葬者のムリテ（无□（利ヵ）弖：无利弖）は雄略の宮廷で役所に勤務する文官「典曹人（てんそうじん）」として仕えた。また、東国の稲荷山古墳の被葬者ヲワケは宮廷の親衛隊長「杖刀人首（じょうとうじんのかしら）」として仕えた。5世紀中葉以降のヤマト政権は、各地域社会から出身の大・中・小首長達を宮廷に出仕させ、王権が直接掌握し、倭社会を統治していたことが考えられる。
なお、金錯銘鉄剣の銘文は両刃剣の側面の幅広い部分に大きく彫られているが、銀象嵌銘大刀の銘文は片刃刀の幅の狭い峰（背）の部分に彫られている。金錯銘鉄剣と比べても判読不明な字が多いことの一因である。大正末期に日本刀の研師により研磨されたために象嵌が失われたと考えられている。

## 副葬品

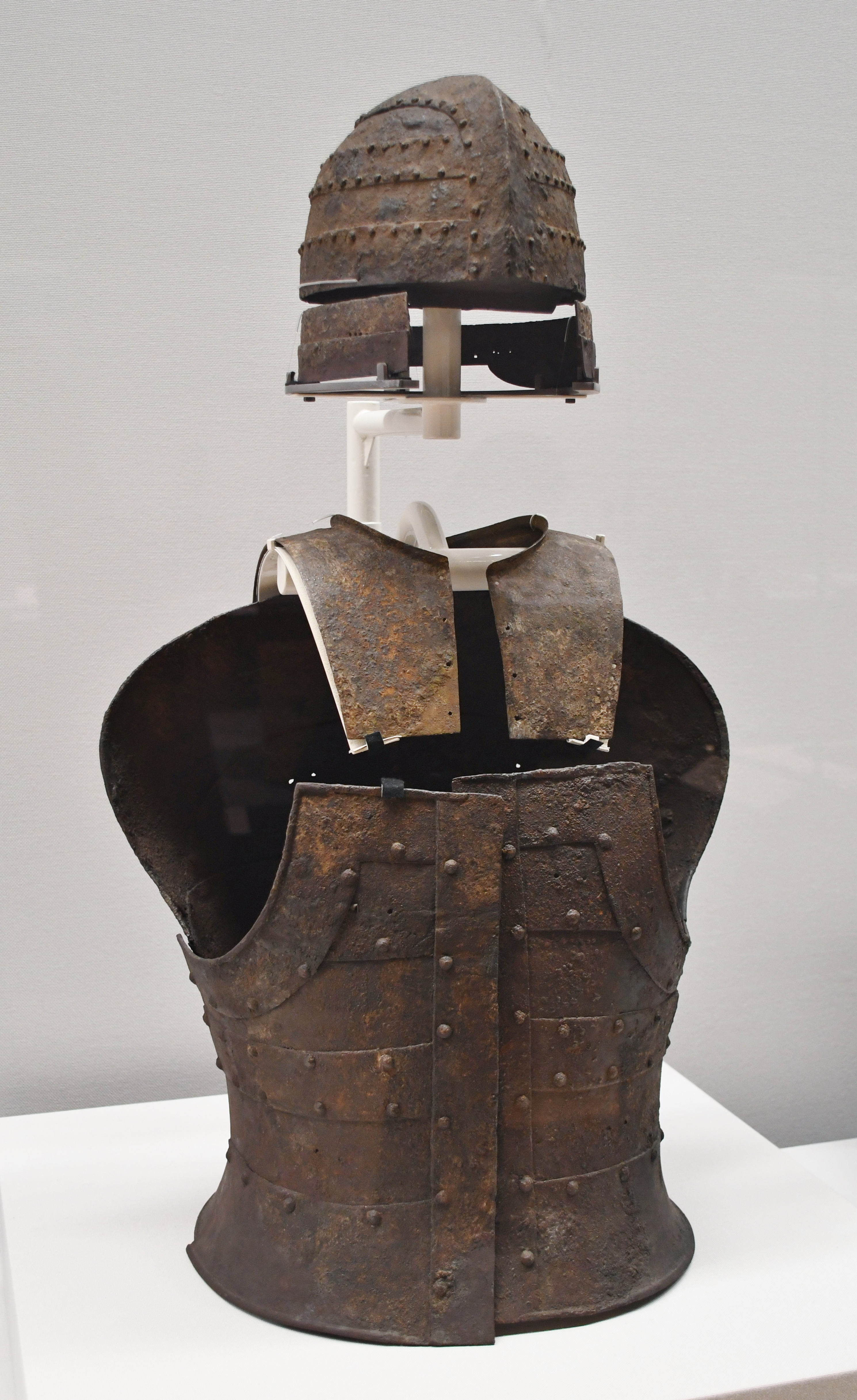
短甲・頸甲・衝角付冑

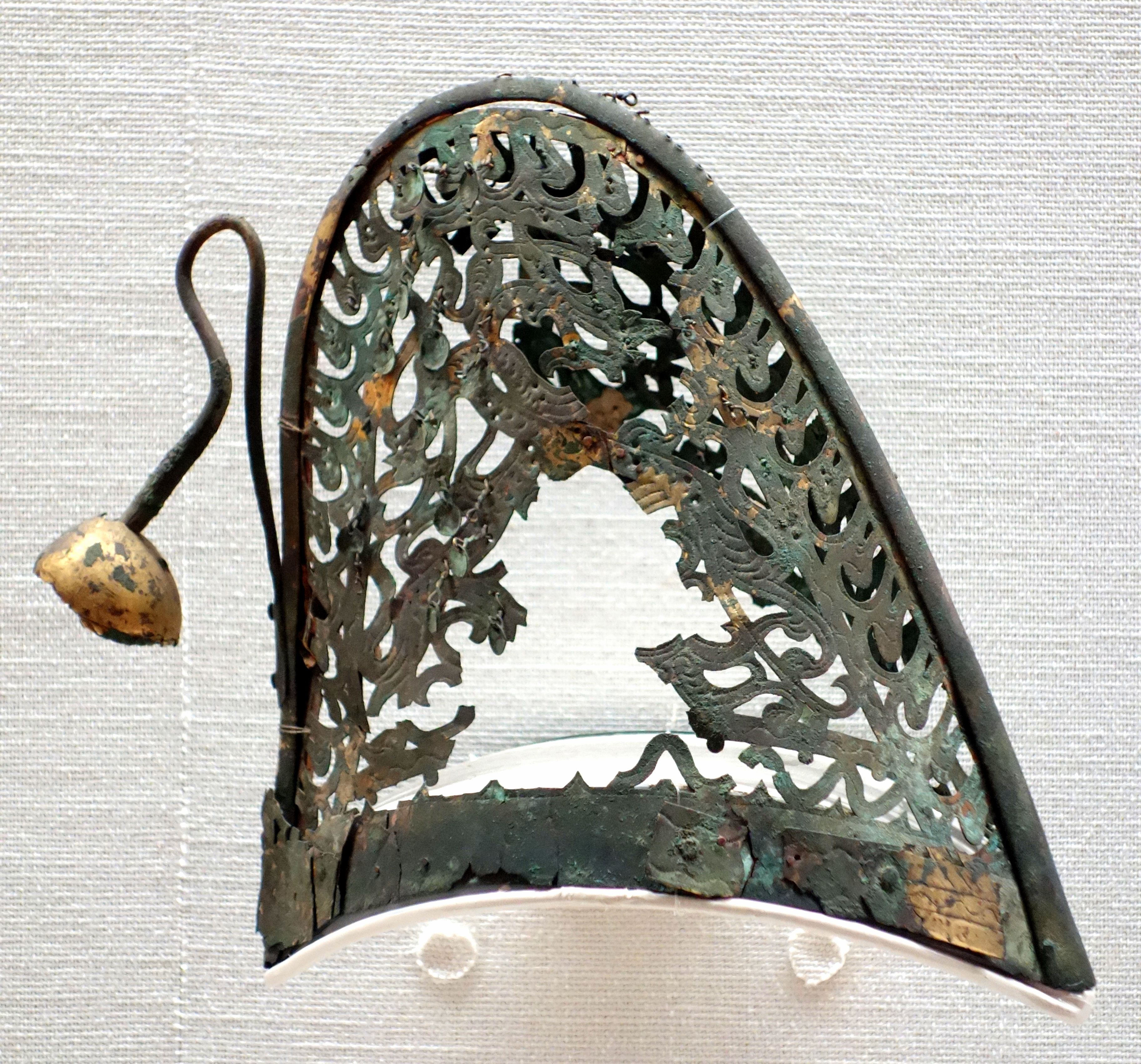
金銅竜文透彫冠帽

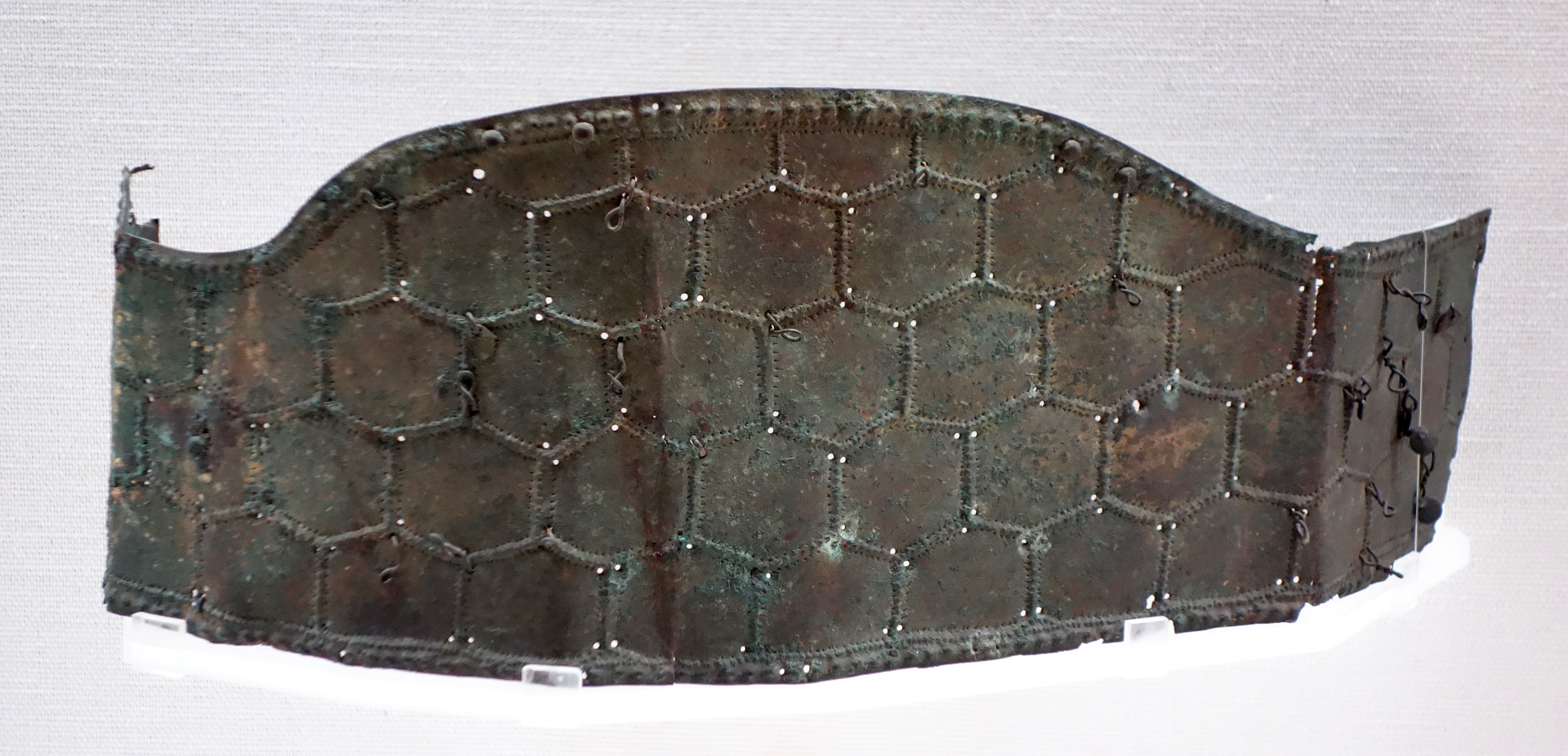
金銅亀甲文冠帯金具残欠

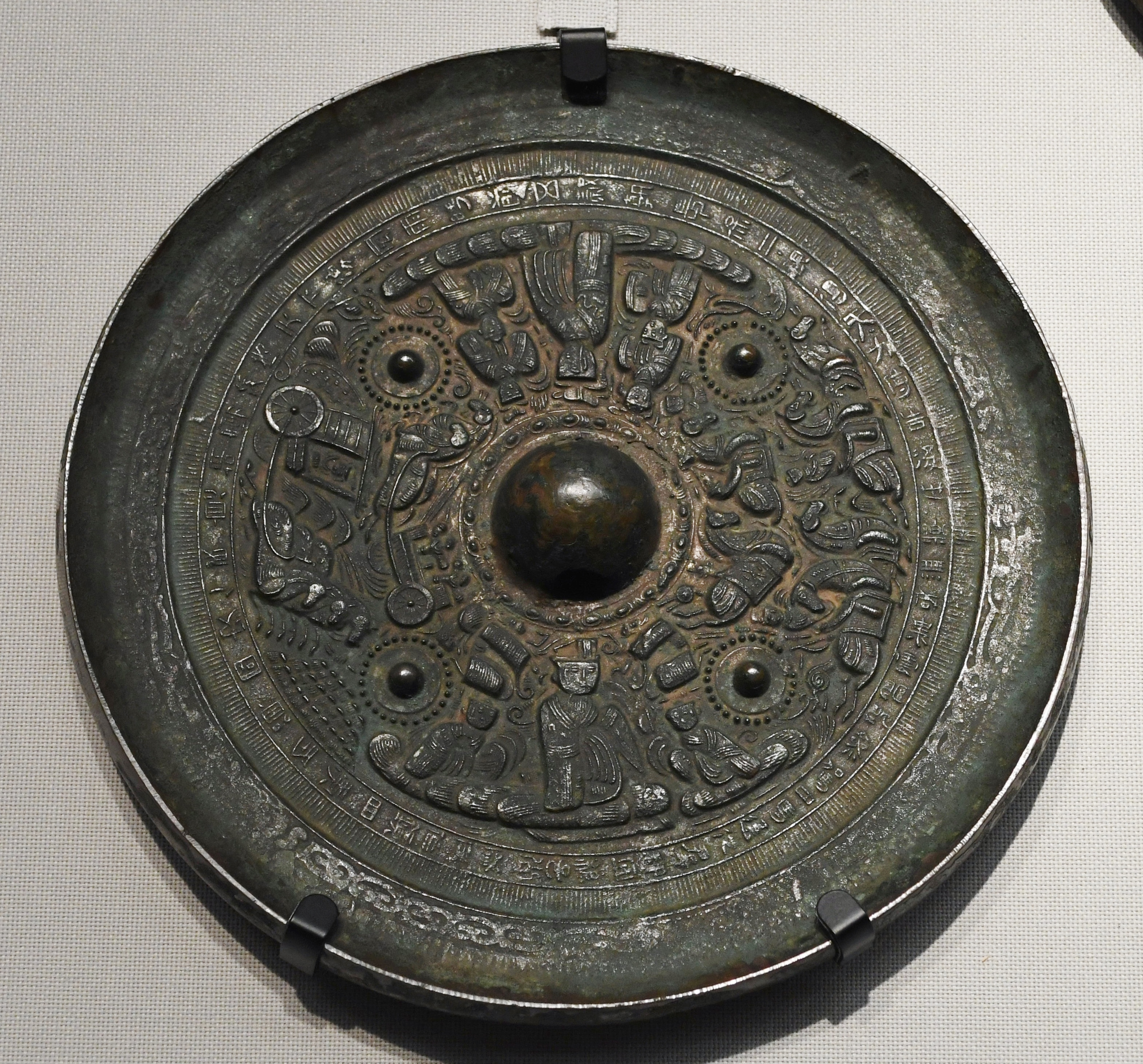
神人車馬画像鏡 後漢 - 三国時代

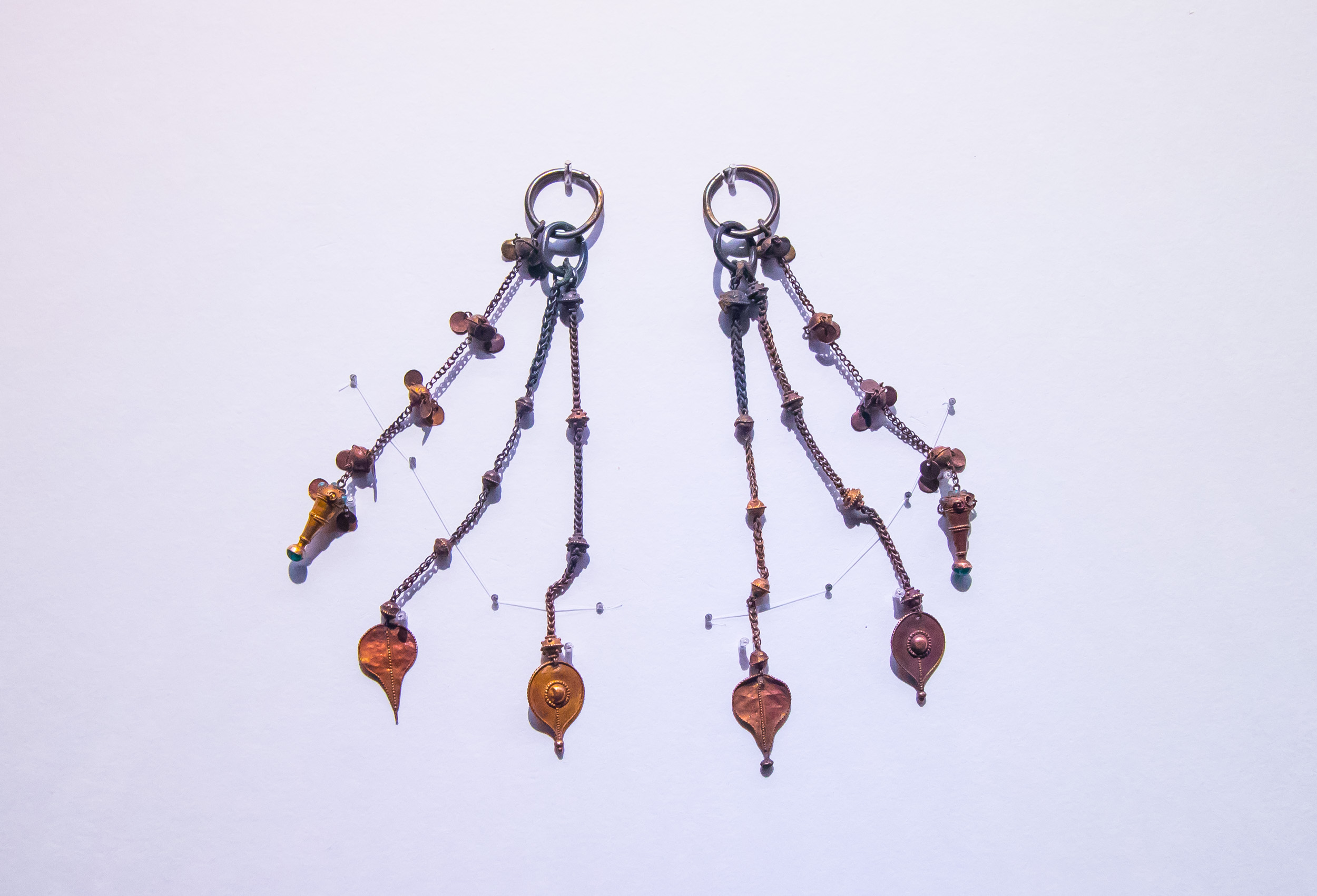
金製長鎖三連式耳飾

以下の出土品が「肥後江田船山古墳出土品」の名称で、一括して国宝に指定されている（東京国立博物館蔵）。
- 銀錯銘大刀（ぎんさくめいたち）1口
- 金銀錯竜文鐶頭大刀（きんぎんさくりゅうもんかんとうたち）1口
- 銀荘鐶頭大刀 1口
- 刀剣類
  - 大刀身 11口
  - 剣身 6口
  - 銀刀荘具 一括
  - 鉾身 3口
  - 鉄鏃（てつぞく）残欠共一括
- 銅鏡
  - 神人車馬画象鏡 1面
  - 画文帯神獣鏡 3面
  - 獣帯鏡 1面
  - 変形四獣鏡 1面
- 玉類
  - 硬玉勾玉 1箇
  - 石製勾玉 2箇
  - ガラス勾玉 2箇
  - 碧玉管玉 24箇
  - 水晶丸玉 1箇
  - 銀製丸玉 1箇
  - ガラス玉 一括
- 金鐶 1対
- 耳飾
  - 金製長鎖三連式耳飾 1対
  - 金製心葉形垂飾付耳飾 1対
- 冠帽類
  - 金銅竜文透彫冠帽 1箇
  - 金銅忍冬文冠帯金具残欠 1箇
  - 金銅亀甲文冠帯金具残欠 1箇
- 金銅斜交文飾金具残欠 一括
- 金銅飾履（しょくり）1足
- 金銅帯金具 1箇
- 金飾金具残欠 8箇
- 甲冑類
  - 鉄衝角付冑（しょうかくつきかぶと）1頭
  - 鉄短甲 残欠共 2領分（横矧板鋲留短甲、横矧板革綴短甲）
  - 鉄頸甲（あかべよろい）残欠 1領分
- 馬具類
  - 鉄轡（くつわ）鉄地金銅張鏡板付 1具
  - 鉄轡 1具
  - 鉄輪鐙（わあぶみ）1対
- 銅鐶鈴 1箇
- 須恵器
  - 蓋碗 1箇
  - 提瓶残欠 1箇
- 附:其他出土品一切

多数の中国・朝鮮系の遺物が含まれていることが注目される。

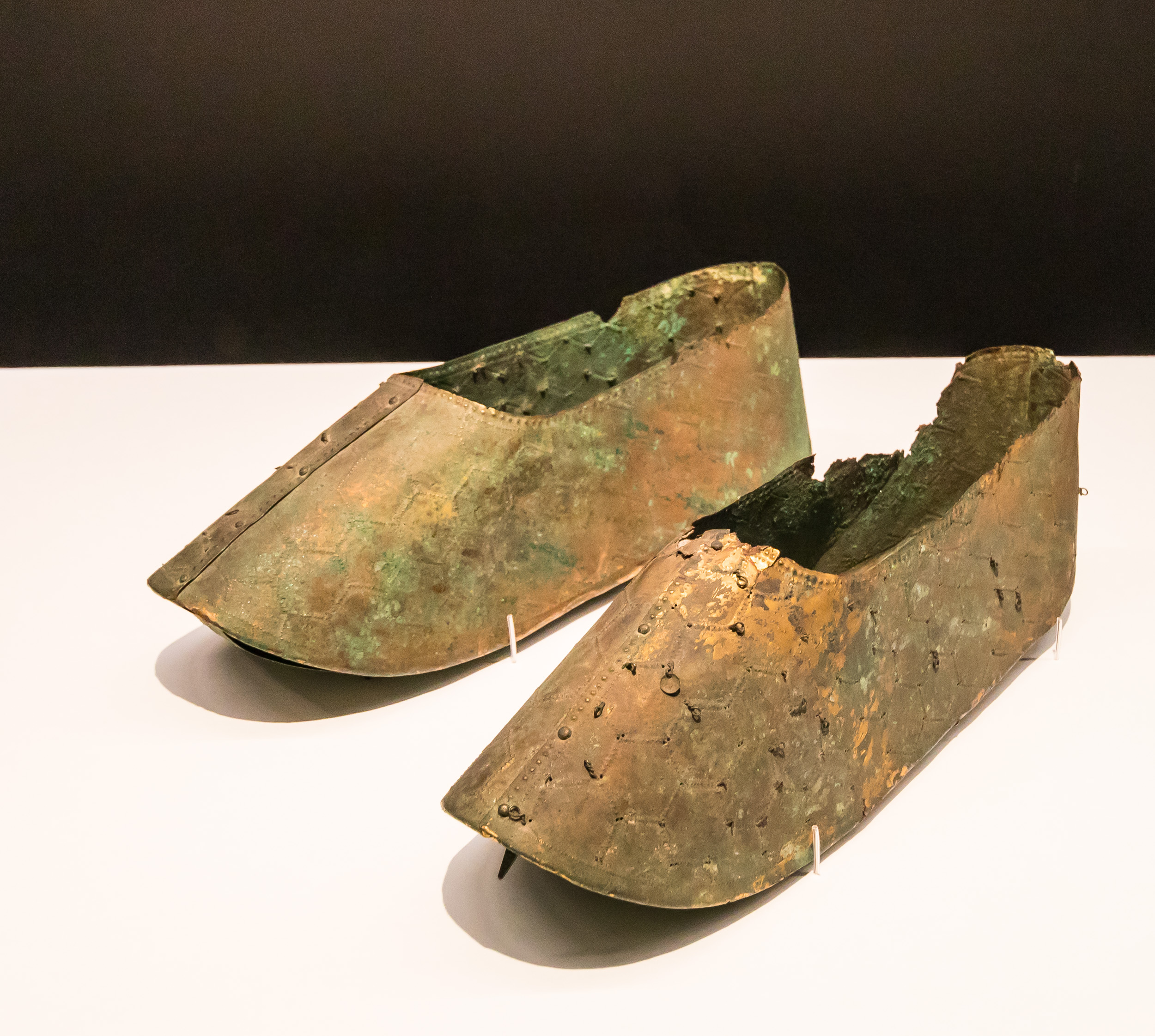
金銅飾履
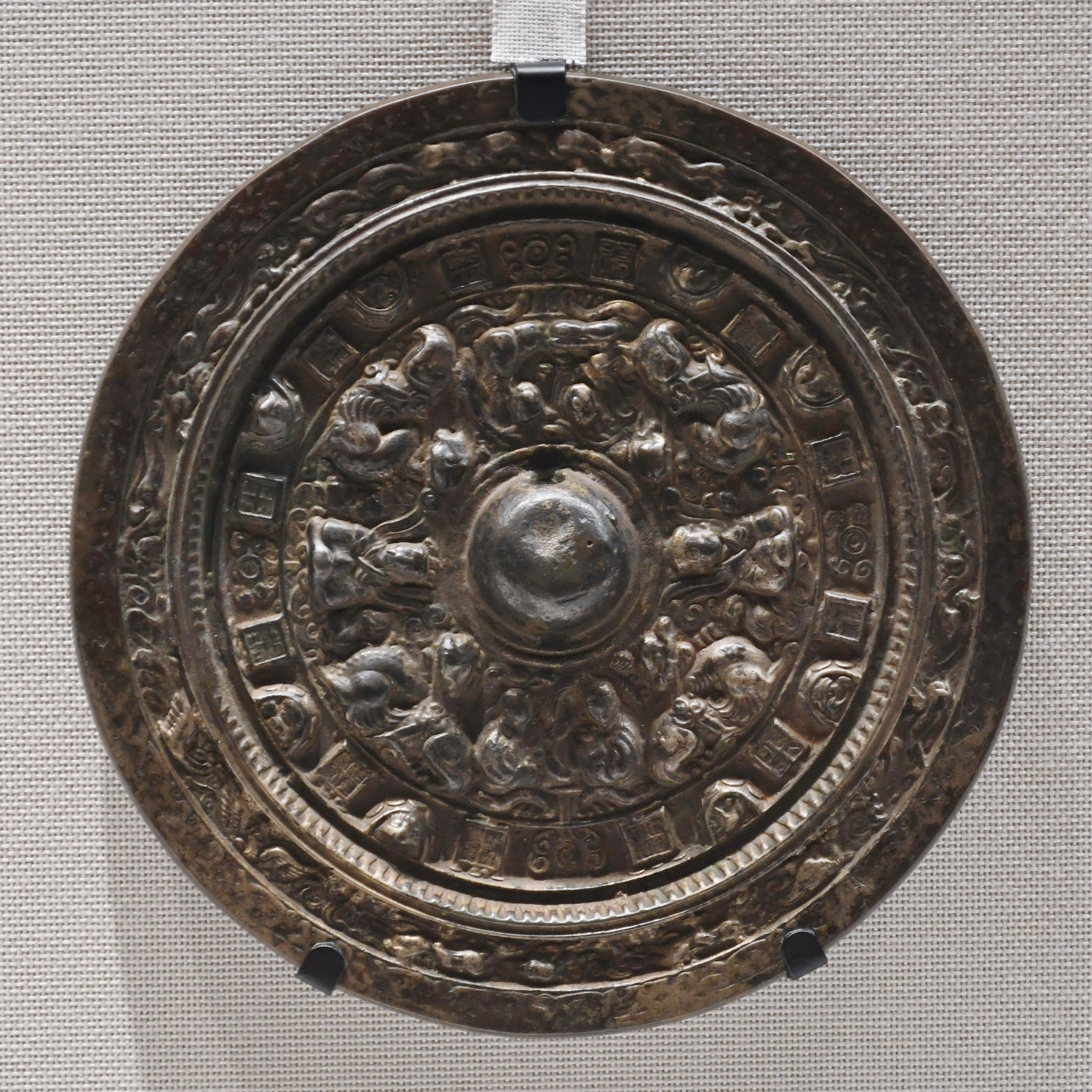
画文帯対置式神獣鏡 後漢 - 三国時代
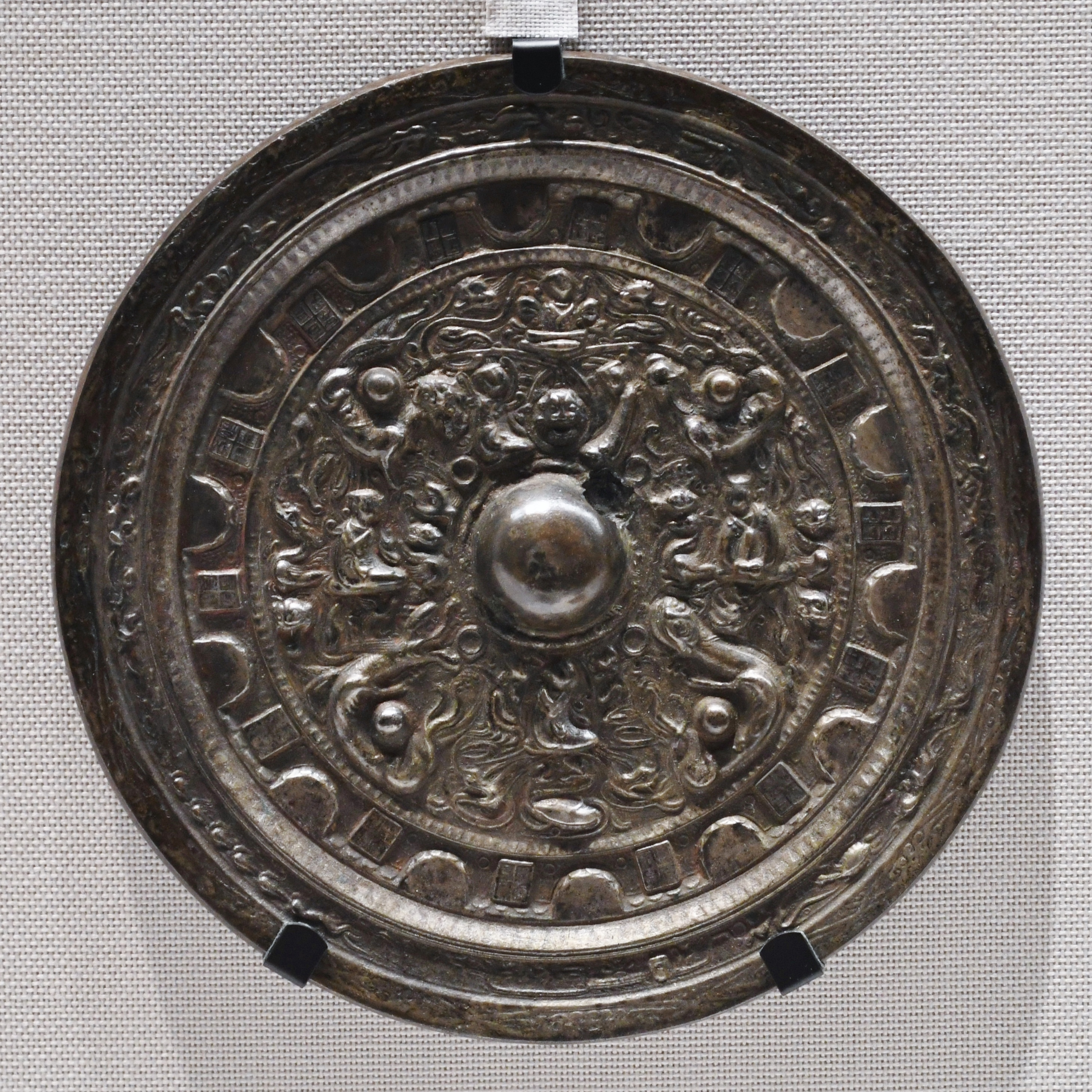
画文帯同向式神獣鏡（模造） 後漢 - 三国時代
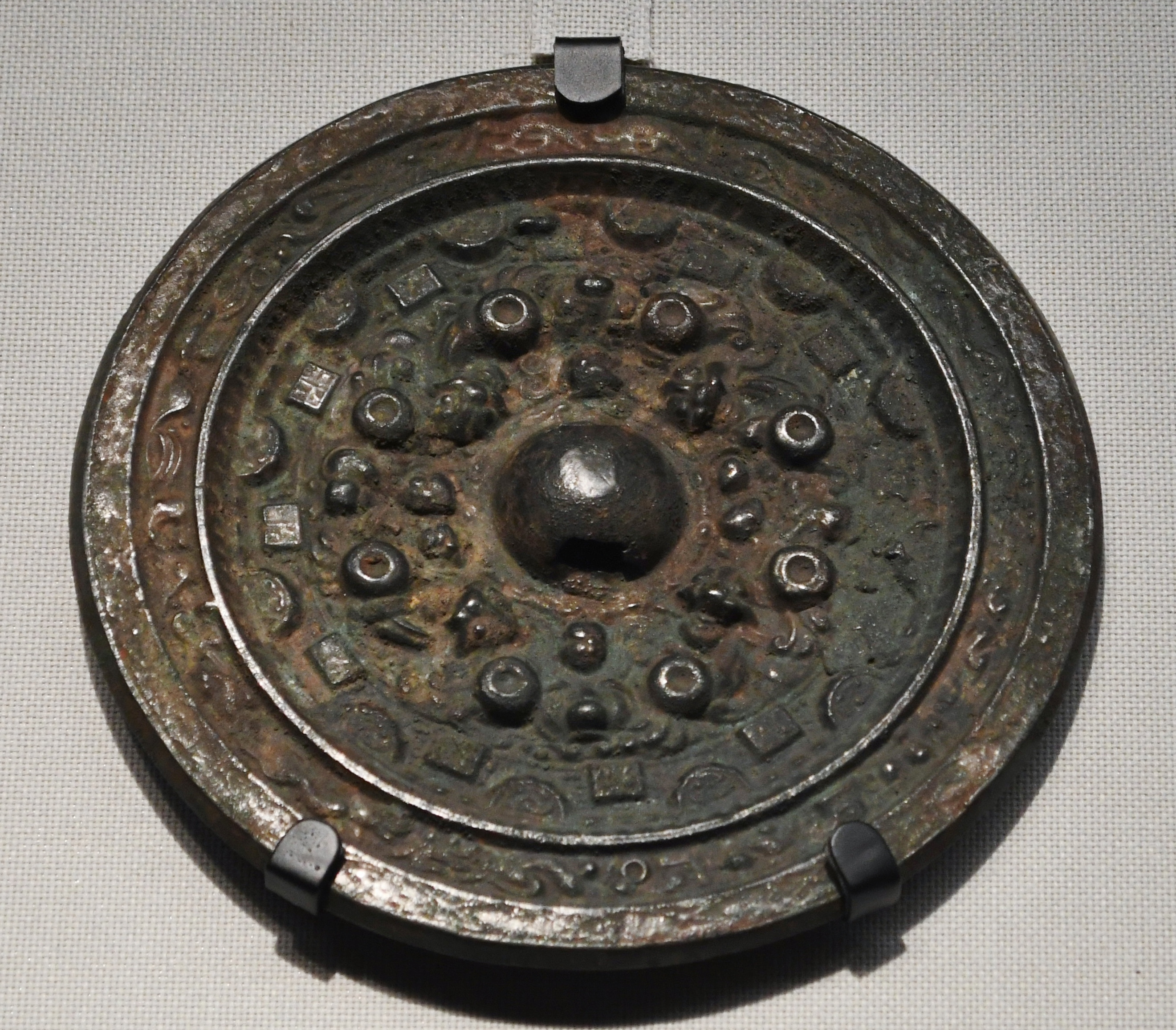
画文帯環状乳神獣鏡 後漢 - 三国時代
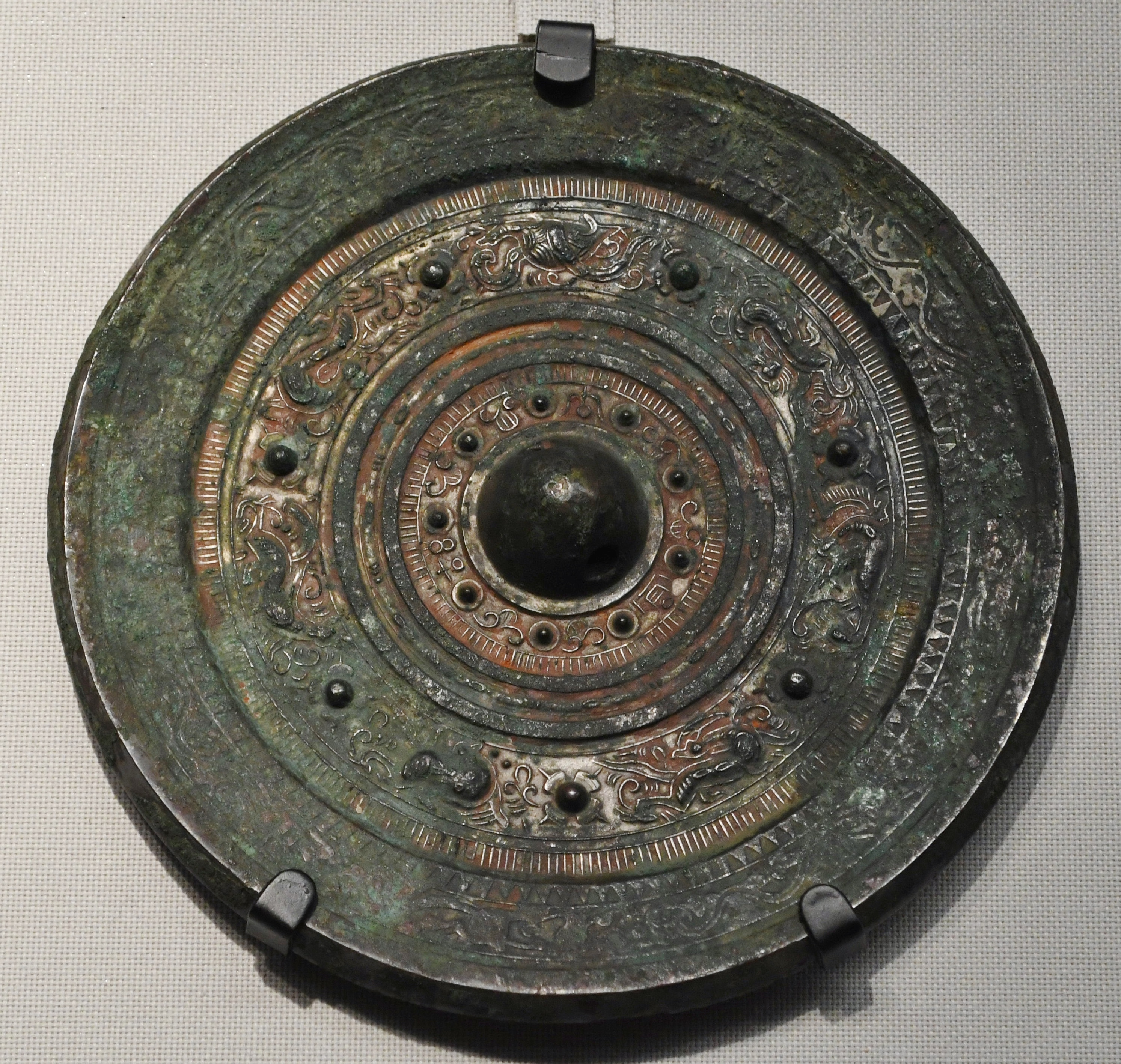
獣帯鏡 後漢 - 三国時代
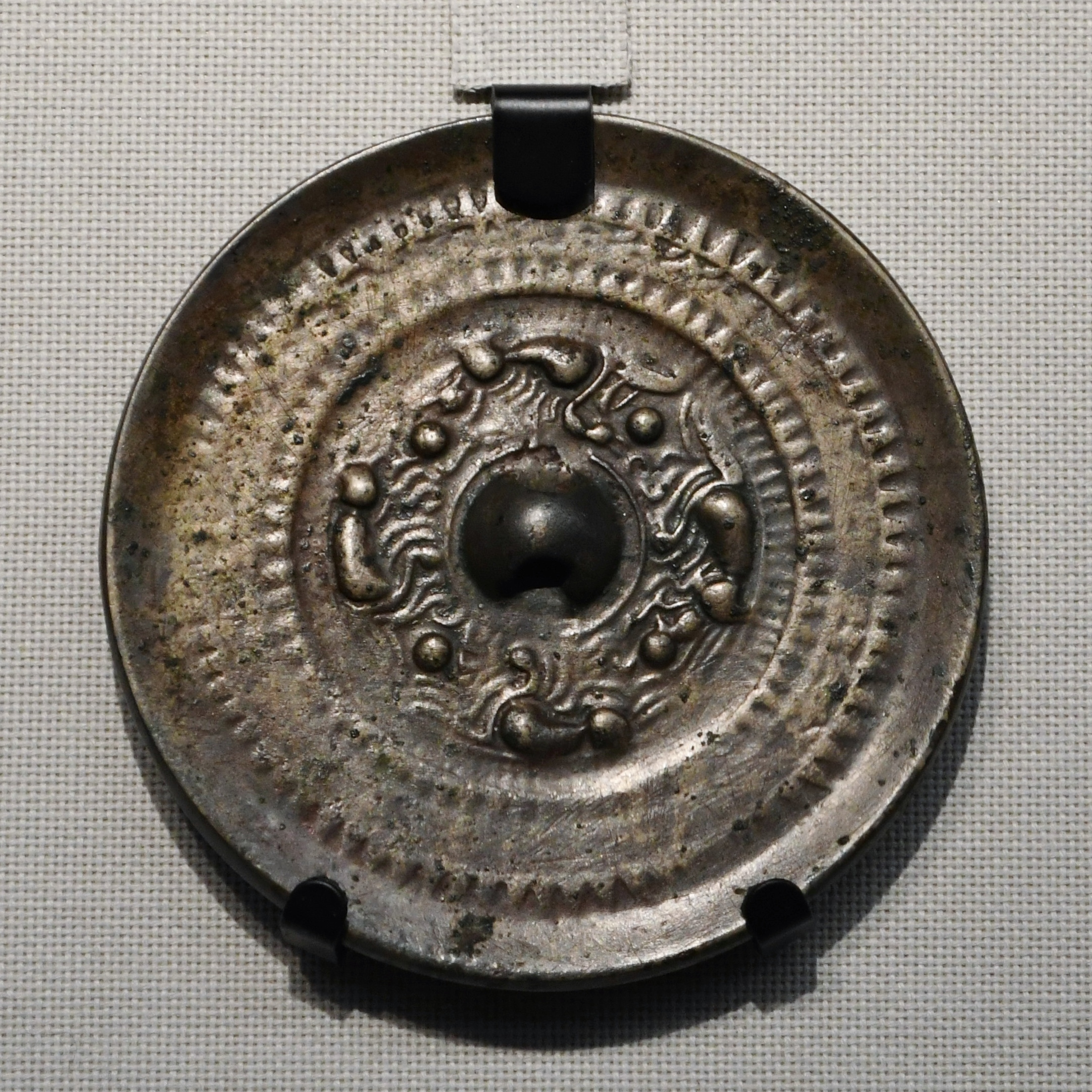
変形神獣鏡 古墳時代（日本製）

## 史跡指定
1873年（明治6年）、地元の人物・池田佐十が「夢のお告げ」を受けて古墳を掘ったことが、江田船山古墳出土品発見の端緒となった。明治政府は白川県（現：熊本県）と交渉の上、発掘品を佐十から当時の金額90円で買取り、博覧会事務局（現：東京国立博物館）に移した。
整形をなし、しかも特殊な外観を示し、後円部に組合式家形石棺が置かれ、とくに銀象嵌銘の鉄製大刀が出土したところから古代文化を知るきわめて重要な遺跡として1951年（昭和26年）6月9日、国の史跡に指定された。
なお、1975年（昭和50年）に実施された江田台地一帯の確認調査の結果、幅約20メートルの周濠が墳丘をめぐる事実が判明したため、翌1976年（昭和51年）6月30日には、近接する塚坊主古墳および虚空蔵塚古墳が江田船山古墳の附（つけたり）として、国の史跡に追加指定されている。

## 交通アクセス
- 玉名駅もしくは新玉名駅から九州産交バス山鹿温泉ゆきに乗車し「菊水ロマン館前」下車徒歩3分（230m）。
- 九州自動車道菊水インターチェンジから2.5㎞。